# Dactyloscirus poppi
Dactyloscirus poppi är en spindeldjursart som beskrevs av Frank Jason Smiley 1992. Dactyloscirus poppi ingår i släktet Dactyloscirus och familjen Cunaxidae. Inga underarter finns listade i Catalogue of Life.